# Tor (landvorm)

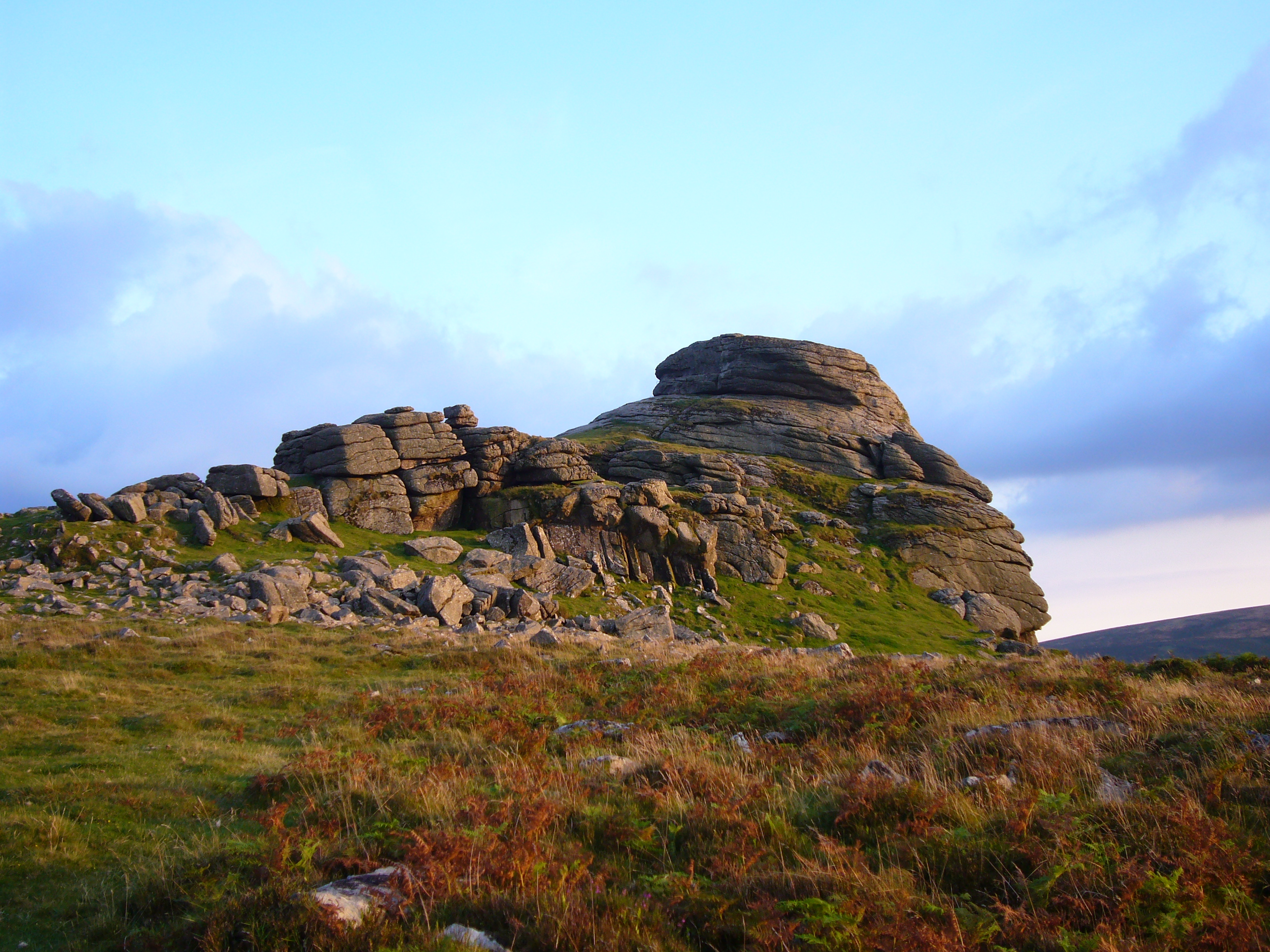
Haytor main buttress in Dartmoor.

Een tor (Cornisch: tor; Oudwelsh: twrr; Schots-Gaelisch: tòrr) is op de Britse Eilanden een aanduiding voor een heuvel waarvan de top een steen is, die los in het landschap staat, dus ontsloten is. De naam komt oorspronkelijk uit het zuidwesten van Engeland, waar tors voorkomen in het Nationaal park Dartmoor en Bodmin Moor, dus uit Devon en Cornwall. In het zuiden van Wales worden dergelijke heuveltoppen ook tor genoemd, er zijn er vooral langs de rotsachtige kust zoals in de Vale of Glamorgan en op Gower.
De tors waren in de tijd voordat de christenen kwamen plekken met een mystieke betekenis waar rituelen plaatsvonden. Dit is door tegenwoordige neodruïden overgenomen.

## Vorming
Tors worden meestal gevormd uit zeer hard (competent) gesteente zoals graniet of gneis. Er zijn echter ook tors die bestaan uit andere harde typen gesteente zoals kalksteen of kwartsiet. Door de erosie en verwering, vooral toen de Britse Eilanden in het Weichselien, de laatste ijstijd, een toendra vormden, zijn vaak bizarre vormen in de los staande rotsformaties ontstaan. Bij de verwering raken stukken gesteente los om naar beneden te rollen. Deze losse blokken zijn vaak als bouwmateriaal in huizen gebruikt.